# Eel River (Eel Bay)
Der Eel River (englisch für „Aal-Fluss“) ist ein ca. 25 km langer Zufluss des Sankt-Lorenz-Golfs im Norden der kanadischen Provinz New Brunswick. Alternative Namen sind Rivière Eel und Rivière à l'Anguille.

## Verlauf
Der Eel River entsteht am Zusammenfluss seiner beiden Quellbäche Lebel Brook und Tardie Brook auf einer Höhe von etwa 150 m, 10 km südlich der Stadt Campbellton. Von dort fließt er in ostnordöstlicher Richtung zum Meer. Sein Flusslauf befindet sich im Restigouche County (Comté de Restigouche). Weiter nördlich befindet sich das Ästuar des Restigouche. Der Eel River nimmt wenige Kilometer oberhalb seiner Mündung den North Branch von Norden kommend sowie den South Branch Eel River von Süden kommend auf. Er passiert die Ortschaft Eel River Crossing. Unterhalb von Eel River Crossing bildet der Fluss ein Ästuar, die Eel River Cove. Das Ästuar wird von der New Brunswick Route 11 (Bathurst–Campbellton) überquert. Eine knapp 1,6 km lange Sandbank trennt das Ästuar von der Eel Bay, die Teil der Chaleur-Bucht ist. Am Nordende der Sandbank, gegenüber der Indianersiedlung Eel River Bar, mündet der Eel River schließlich ins offene Meer. 3 km weiter nördlich befindet sich die Kleinstadt Dalhousie.

## Hydrologie
Der Eel River entwässert ein Areal von etwa 180 km². Der mittlere Abfluss 9 km oberhalb der Mündung beträgt 2,1 m³/s. Die höchsten monatlichen Abflüsse werden an dem Pegel im April und Mai mit 5,54 bzw. 9,36 m³/s gemessen.